# Kingpin (Film)
Kingpin, alternativ auch Kingpin – Zwei Trottel auf der Bowlingbahn, ist ein Film der Brüder Peter und Bobby Farrelly. Der Film wurde 1996 nach dem Drehbuch von Barry Fanaro und Mort Nathan gedreht.

## Handlung
Bowling-Talent Roy Munson, der schon als Kind von seinem Vater trainiert wurde, gewinnt 1979 in Iowa/USA die Amateurmeisterschaft, was ihm den Wechsel ins Profilager ermöglicht. Bei seinem ersten Profiturnier gewinnt er im Finale gegen den arroganten Ernie McCracken, der ihm aus Rache Zucker in den Tank kippt und anschließend Roys finanzielle Not ausnutzt, da Roy sein letztes Geld für die Reparatur des Motorschadens investieren muss. Der naive Roy ahnt nicht, dass Ernie dahinter steckt, und lässt sich von ihm zu einem Wettbetrug in einem Bowling-Center überreden, um wieder zu Geld zu kommen, da er nicht nach Hause zurückkehren und vor seinen Eltern als Versager dastehen möchte. Als die Betrugsmasche der beiden auffliegt, lässt Ernie Roy im Stich und haut mit dem Geld ab. Die Betrogenen verstümmeln Roys rechte Hand, was das Ende seiner Bowling-Karriere zur Folge hat. 
17 Jahre später führt Roy ein Leben als Alkoholiker. Anstelle seiner amputierten Hand trägt er rechts jetzt einen Haken und darüber eine Hand aus Gummi. Er hält sich durch den Verkauf von Bowling-Zubehör einigermaßen über Wasser. Als er auf das Bowling-Talent Ishmael Boorg trifft, schöpft Roy neue Hoffnung. Er will Ishmael zum Profi machen, was dieser jedoch ablehnt, da er in einer amischen Gemeinde lebt und sein Hobby vor seiner Familie geheim halten muss. Unterdessen droht Roy der Rauswurf aus seiner Wohnung, wenn er nicht endlich seine Mietschulden bezahlt. Der Versuch, seine Vermieterin gnädig zu stimmen, indem er sie durch einen Kumpel überfallen lässt und dabei den Retter in der Not spielt, scheitert. Der Schwindel fliegt auf, und er muss mit der überaus hässlichen Frau den Beischlaf vollziehen, damit die Polizei aus dem Spiel gelassen wird.
Roy erfährt von einem Bowling-Turnier in Reno (Nevada) mit einem Preisgeld von einer Million Dollar für den Sieger. Er ist davon überzeugt, dass Ishmael das Turnier mit seiner Hilfe gewinnen kann, und will sich mit ihm das Preisgeld teilen. Er schleicht sich als Amischer verkleidet in Ishmaels Gemeinde ein und kann Ishmael davon überzeugen, bei dem Turnier anzutreten, nachdem Ishmael von seinem Vater erfahren hat, dass die Gemeinde mit einer halben Million Dollar verschuldet ist und die Zwangsversteigerung droht. Ishmael will sich nun durch eine Heldentat mehr Anerkennung bei seiner Familie verschaffen. Er verschweigt aber die Teilnahme am Turnier und sagt einfach, dass er sich mit Roy auf eine Missionsreise begeben will.
Ishmael lernt außerhalb der Amischen Gemeinde eine für ihn neue Welt kennen, in der er sich zu Alkohol- und Zigarettenkonsum verführen lässt und seine religiösen Grundsätze missachtet. Auf dem Weg nach Reno wird er von Roy trainiert. Jedoch müssen die beiden auch irgendwie zu Bargeld kommen. Auf die alte Betrugsmasche, die Roy von Ernie gelernt hat, fällt heutzutage keiner mehr rein. Deshalb lassen sich die beiden auf ein Spiel um Geld auf der privaten Bowlingbahn des Millionärs Stanley ein. Ishmael gewinnt, jedoch kommt Stanley dahinter, dass die beiden pleite sind und um Geld gespielt haben, das sie gar nicht besitzen. Er hetzt seinen Leibwächter auf sie los, jedoch können die beiden zusammen mit seiner Freundin Claudia und reichlich Bargeld fliehen. Claudia nutzt die Gelegenheit, Stanley davonzulaufen, da sie von ihm geschlagen wird.
Trotz der Differenzen zwischen Roy und Claudia schließt Claudia sich den beiden an. Sie hat das notwendige Geld, das den beiden fehlt, und ist auch an einer Gewinnbeteiligung interessiert, falls Ishmael das Turnier gewinnen sollte. In zahlreichen Bowling-Centern können die drei den wetteifrigen Leuten das Geld abnehmen. Da Roy aber Claudia nicht vertraut, will er sich mit Ishmael und dem Geld absetzen. Jedoch kommt es zwischen ihm und Claudia zu einer Prügelei. Währenddessen setzt sich Ishmael ab und versucht, allein nach Reno zu kommen, da er sich von Roy und Claudia verraten und ausgenutzt fühlt.
Die Suche nach Ishmael führt durch Roys Geburtsort, wo Roy von seiner Vergangenheit eingeholt wird und über sein verpfuschtes Leben nachdenkt. Claudia eröffnet Roy die Möglichkeit eines gemeinsamen Neuanfangs. Auch mit Ishmael versöhnen sie sich wieder, als sie ihn in einem Nachtclub aufgreifen, wo er in einer Travestie-Show auftritt, und ihn aus den Fängen des finsteren Clubbesitzers befreien. In Reno treffen sie auf Ernie McCracken, der einen Streit provoziert. Es kommt zu einem Handgemenge, bei dem Ishmael sich die Hand bricht und nicht mehr beim Turnier antreten kann. Um Roy und Ishmael zu schützen, verschwindet Claudia mit Stanley und dem Geld, als dieser in Reno auftaucht.
Schließlich tritt Roy bei dem Turnier an, verliert aber im Finale ganz knapp gegen Ernie McCracken. Allerdings ist er wegen seiner Handprothese als der „Gummimann“ zum Publikumsliebling geworden und bekommt von einem Kondomhersteller einen Werbevertrag über eine halbe Million Dollar angeboten. Er gibt das Geld der Amischen Gemeinde. Claudia flüchtet abermals vor Stanley und steht mit reichlich Bargeld bei Roy vor der Tür, da sie und Stanley das gemeinsame Geld der drei beim Wetten auf Ernie gesetzt hatten. Sie beginnt gemeinsam mit Roy ein neues Leben, und die beiden erzählen Ishmaels Familie, dass Ishmael sie wieder auf den rechten Weg geführt habe. Roy kommt endgültig von der Flasche los, und Ishmael ist der Held der Gemeinde.

## Kritiken
„Der religiöse Hintergrund des Schützlings und die Eigenarten der Bowling-Szene sind Zielscheibe des Spottes. Ein von sinn- und zielloser Tabuüberschreitung bestimmter Film, dessen derber und rücksichtsloser Humor die zitierten Sportfilm-Standards gegen den Strich kehrt.“

„Komödie vom ‚Dumm und Dümmer‘-Team – manchmal witzig, oft eher dümmer.“

„Dämliche Bowling-Komödie voller Fäkalhumor: Gebt ihnen die Kugel!“